# Hambopolska

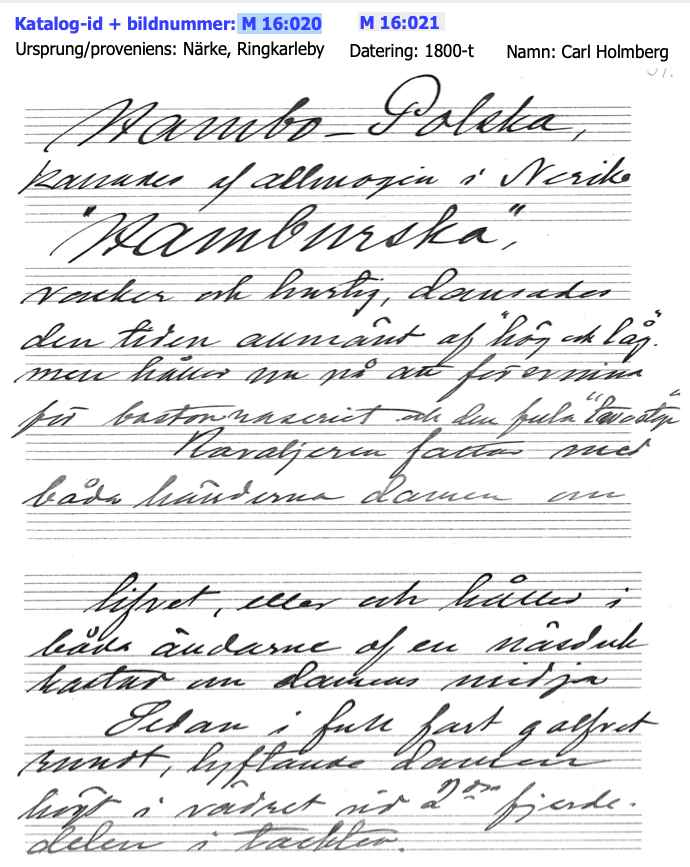
Texten i bilden: Hambo-polska kallas af allmogen i Nerike "Hamburska", vacker och hurtig, dansades den tiden allmänt af "hög och låg", men håller nu på att försvinna för bostonraseriet och den fula "two step". Kavaljeren fattar med båda händerna damen om livet, eller och håller i båda ändarna av en näsduk kastad om damens midja. Sedan i full fart golvet runt, lyftande damen högt i vädret vid 2dr fjerdedelen i tackten.

Hambopolska, hambo-polska, även hamburska eller hampurska, är en svensk polskdans. Under 1800-talet tecknades många melodier ner i spelmansböcker i främst Mälarlandskapen.

## Historia och etymologi
Enligt Carl Jonas Love Almqvists ordbok 1842/1844 skriver han under uppslagsordet "Bondpolska", att namnet kommer av att det är en variant av polska som kommer från Hanebo socken i Hälsingland, och att socknen dialektalt kallades för "Hannbo socken" vilket sen blev till polska från Hambo socken, och sen till hambo-polska. I en annan svensk källa från 1835 omnämns hambopolska i en liknelse som ett välkänt begrepp, och i en finsk källa från 1817 omnämns dansen som "den så kallade hambopolskan", dvs ny då och inte helt etablerad.
Dansen har sin väsentligaste utbredning i Mälarlandskapen Södermanland, Västmanland och Närke där den fått dansnamnet hamburska eller hampurska. I spelmansböckerna står det dock vanligen Hambo-Polska som titlar på melodierna. I Dalarna finns även dansnamnet ambusk som även anses var en variant av namnet hamburska. Även bodapolska menas vara en hambopolske-variant.
I slutet av 1800-talet uppstår en ny dans i danskretsar i Stockholm som har karaktärsdrag lånade både från hambo-polska och polka-mazurka som får namnet hambo som sen blir allmän i hela Sverige under 1910-talet. Namnen hambo och hambopolska blandas ofta samman, men dessa är helt olika danser med sina egna karaktäristiska särdrag. Likaså sker där ofta en sammanblandning med prefixet/namnet hamburger- i dansnamn som i stället har sitt ursprung från tyska danser.